# Kubok Ukraïny 2002-2003
La Kubok Ukraïny 2002-2003 (in ucraino Кубок України?) fu la 12ª edizione della Coppa d'Ucraina. La competizione iniziò il 9 agosto 2002 e terminò il 25 maggio 2003.

## Primo turno
| Squadra 1                     | Risultato       | Squadra 2                    |
| ----------------------------- | --------------- | ---------------------------- |
| Stal Dniprodzerzhynsk         | 0 – 2           | Shakhtar Donetsk             |
| Enerhetyk Burshtyn            | 0 – 1           | Dinamo Kiev                  |
| Kovel-Volyn-2                 | 1 – 3           | Metalurh Donetsk             |
| Krystal Kherson               | 0 – 1           | Metalurh Zaporizhia          |
| Avanhard Rovenky              | 0 – 3           | Metalist Kharkiv             |
| Zorya Luhansk                 | 1 – 4           | Dnipro                       |
| Halychyna Drohobych           | 0 – 1           | Tavriya Simferopol           |
| Nyva Ternopil                 | 2 – 5           | Karpaty Lviv                 |
| Shakhtar Luhansk              | 1 – 3           | Kryvbas Kryvyi Rih           |
| Dnister Ovidiopol             | 1 – 0           | Metalurh Mariupol            |
| Ros Bila Tserkva              | 1 – 2           | Vorskla Poltava              |
| Vuhlyk Dymytrov               | 0 – 2           | Arsenal Kiev                 |
| Veres Rivne                   | 0 – 2           | Oleksandriya                 |
| Torpedo Zaporizhia            | 0 – 3           | Volyn Lutsk                  |
| Sevastopol                    | 0 – 6           | Chornomorets Odessa          |
| Lukor Kalush                  | 1 – 4           | Obolon Kiev                  |
| Olimpiya FC AES Uzhnoukrainsk | 0 – 2           | Zakarpattia Uzhhorod         |
| Naftovyk Dolyna               | 1 – 3           | Polissya Zhytomyr            |
| Nafkom-Akademiya Irpin        | 2 – 1           | Prykarpattia Ivano-Frankivsk |
| Desna Chernihiv               | 0 – 1           | Stal Alchevsk                |
| Tytan Armyansk                | 1 – 4           | Naftovyk Okhtyrka            |
| Hazovyk-Skala Stryi           | 0 – 1           | Zirka Kirovohrad             |
| Bukovyna Chernivtsi           | 2 – 3           | Mykolaiv                     |
| Dinamo Simferopol             | 0 – 1           | Borysfen Boryspil            |
| Olkom Melitopol               | 1 – 0           | CSKA Kiev                    |
| Elektron Romny                | 1 – 0           | Vinnytsia                    |
| Yavir Krasnopillya            | 0 – 0 (4–3 dcr) | Systema-Boreks Borodyanka    |
| Podillya Khmelnytskyi         | 0 – 0 (4–5 dcr) | Krasyliv                     |
| Hirnyk-Sport                  | 0 – 2           | Spartak Sumy                 |
| Chornohora Ivano-Frankivsk    | 0 – 2           | Sokil Zolochiv               |
| Tekhno-Center Rohatyn         | 1 – 3           | Arsenal Kharkiv              |
| Systema-KKhP Chernyakhiv      | 2 – 1           | Elektrometalurh-NZF Nikopol  |

## Secondo turno
| Squadra 1                | Risultato       | Squadra 2            |
| ------------------------ | --------------- | -------------------- |
| Systema-KKhP Chernyakhiv | 0 – 4           | Shakhtar Donetsk     |
| Polissya Zhytomyr        | 0 – 4           | Dinamo Kiev          |
| Dnister Ovidiopol        | 2 – 3           | Metalurh Donetsk     |
| Sokil Zolochiv           | 1 – 0           | Metalurh Zaporizhia  |
| Krasyliv                 | 1 – 1 (3–2 dcr) | Metalist Kharkiv     |
| Naftovyk Okhtyrka        | 0 – 3           | Dnipro               |
| Arsenal Kharkiv          | 1 – 1 (5–3 dcr) | Tavriya Simferopol   |
| Nafkom-Akademiya Irpin   | 1 – 0           | Karpaty Lviv         |
| Mykolaiv                 | 0 – 1           | Kryvbas Kryvyi Rih   |
| Olkom Melitopol          | 0 – 1           | Vorskla Poltava      |
| Zirka Kirovohrad         | 2 – 3           | Arsenal Kiev         |
| Stal Alchevsk            | 1 – 1 (4–2 dcr) | Oleksandriya         |
| Borysfen Boryspil        | 1 – 2           | Volyn Lutsk          |
| Yavir Krasnopillya       | 0 – 0 (7–6 dcr) | Chornomorets Odessa  |
| Spartak Sumy             | 0 – 2           | Obolon Kiev          |
| Elektron Romny           | 4 – 0           | Zakarpattia Uzhhorod |

## Ottavi di finale
| Squadra 1          | Risultato | Squadra 2              |
| ------------------ | --------- | ---------------------- |
| Shakhtar Donetsk   | 4 – 0     | Elektron Romny         |
| Dinamo Kiev        | 2 – 0     | Stal Alchevsk          |
| Obolon Kiev        | 0 – 1     | Metalurh Donetsk       |
| Yavir Krasnopillya | 0 – 3     | Dnipro                 |
| Kryvbas Kryvyi Rih | 1 – 0     | Arsenal Kharkiv        |
| Vorskla Poltava    | 3 – 2     | Nafkom-Akademiya Irpin |
| Volyn Lutsk        | 3 – 0     | Krasyliv               |
| Arsenal Kiev       | 4 – 0     | Sokil Zolochiv         |

## Quarti di finale
| Squadra 1          | Totale | Squadra 2        | Andata | Ritorno |
| ------------------ | ------ | ---------------- | ------ | ------- |
| Kryvbas Kryvyi Rih | 3 – 6  | Shakhtar Donetsk | 2 – 2  | 1 – 4   |
| Volyn Lutsk        | 3 – 2  | Metalurh Donetsk | 3 – 0  | 0 – 2   |
| Arsenal Kiev       | 0 – 2  | Dnipro           | 0 – 0  | 0 – 2   |
| Dinamo Kiev        | 5 – 0  | Vorskla Poltava  | 1 – 0  | 4 – 0   |

## Semifinali
| Squadra 1   | Totale | Squadra 2        | Andata | Ritorno |
| ----------- | ------ | ---------------- | ------ | ------- |
| Volyn Lutsk | 1 – 7  | Dinamo Kiev      | 0 – 4  | 1 – 3   |
| Dnipro      | 1 – 3  | Shakhtar Donetsk | 0 – 0  | 1 – 3   |

## Finale
| Arbitro: | Andriy Shandor (Leopoli) |

|                            |           |             |
| Chackevič 56’ Rincón 90+1’ | Marcatori | 18’ Vorobej |